# Агата Карчмарек
Агата Ядвіга Карчмарек (пол. Agata Jadwiga Karczmarek, уроджена Ярошек; 29 листопада 1963, Варшава, ПНР — 18 липня 2016, Варшава (Польща) — польська легкоатлетка, бронзовий призер чемпіонату світу з легкої атлетики в приміщенні в Парижі (1997).

## Спортивна кар'єра
Почала свою спортивну кар'єру 1974 р. як художня гімнастка. Тренувалася в Еріки Кост та Анджея Хідзіньського. У цій ролі брала участь в Олімпійських іграх у Москві (1980), де стала сьомою у командному заліку.
Потім перейшла у легку атлетику. На національному рівні виступала за варшавський клуб «Легія» (1980—2000) під керівництвом Єжи Фідусевича та Анджея Ласоцького. Була рекордсменкою та 14-разовою чемпіонкою Польщі (1985—1989, 1991—1997, 1999, 2000) у стрибках у довжину. 10-кратна чемпіонка країни у приміщенні (1986—1987, 1989, 1993—1997, 1999—2000). Рекорд Польщі та особистий рекорд спортсменки (6,97 м) було встановлено на змаганнях у Любліні 6 серпня 1988 року.
У 1988 р. вона виграла приз «Золоте кільце» (Złote Kolce) як найкраща польська спортсменка сезону.
Виступаючи за збірну Польщі на міжнародній арені, тричі виступала на Олімпіадах (1988, 1992 та 1996) та п'ять разів брала участь у чемпіонатах світу (1991, 1993, 1995, 1997, 1999). Стала шостою на чемпіонаті світу з легкої атлетики в Індіанаполісі (1987), сьомою — на Олімпійських іграх у Сеулі (1988) та шостою — на чемпіонаті світу у приміщенні у Будапешті (1989) у стрибках у довжину.
На Олімпійських іграх у Барселоні (1992) посіла 10 місце, а через чотири роки в Атланті (1996) стала шостою.
Найбільшого успіху здобула на світовій першості у приміщенні в Парижі (1997), на якій з результатом 6,71 м завоювала бронзову медаль у стрибках у довжину.
2000 р. завершила спортивну кар'єру.
Була одружена з бігуном Петром Карчмареком.